# Immacolata Gentile
Immacolata Gentile (Caserta, 17 novembre 1975) è un'ex cestista italiana, sorella di Ferdinando Gentile e zia di Alessandro e Stefano.

## Carriera
Playmaker di 175 cm, ha giocato in Serie A1 con Avellino, Costamasnaga, Bari, Treviglio, La Spezia, Lucca e Napoli, vincendo con quest'ultima un'Eurocoppa nella stagione 2004-2005 e un campionato italiano nella stagione 2006-2007. Si è ritirata nel 2018, dopo l'esperienza nelle "Pantere" della Juve Caserta Academy in serie C regionale.
Attualmente (marzo 2025) gioca con Le Mura Spring Basketball di Lucca nel campionato di Promozione Femminile toscano.

## Palmarès
- Eurocoppa: 1
Napoli Vomero: 2004-05
- Campionato italiano: 1
Napoli Vomero: 2006-07
- Supercoppa italiana: 1
Napoli Vomero: 2007
- Campionato italiano di Serie A2: 1
Virtus Spezia: 2012-13
Juve Caserta Academy:

Promozione in serie B regionale 2017-18